# Paolo Gregoletto
Paolo Francesco Gregoletto (n. 14 septembrie 1985, Miami, Florida, SUA) este un basist italo-american renumit pentru rolul său în formația Trivium. Gregoletto locuiește în Pompano Beach, Florida. El este italian din partea tatălui său și american din partea mamei sale. Producătorul Colin Richardson l-a numit cel mai bun basist cu care a colaborat.

## Trivium

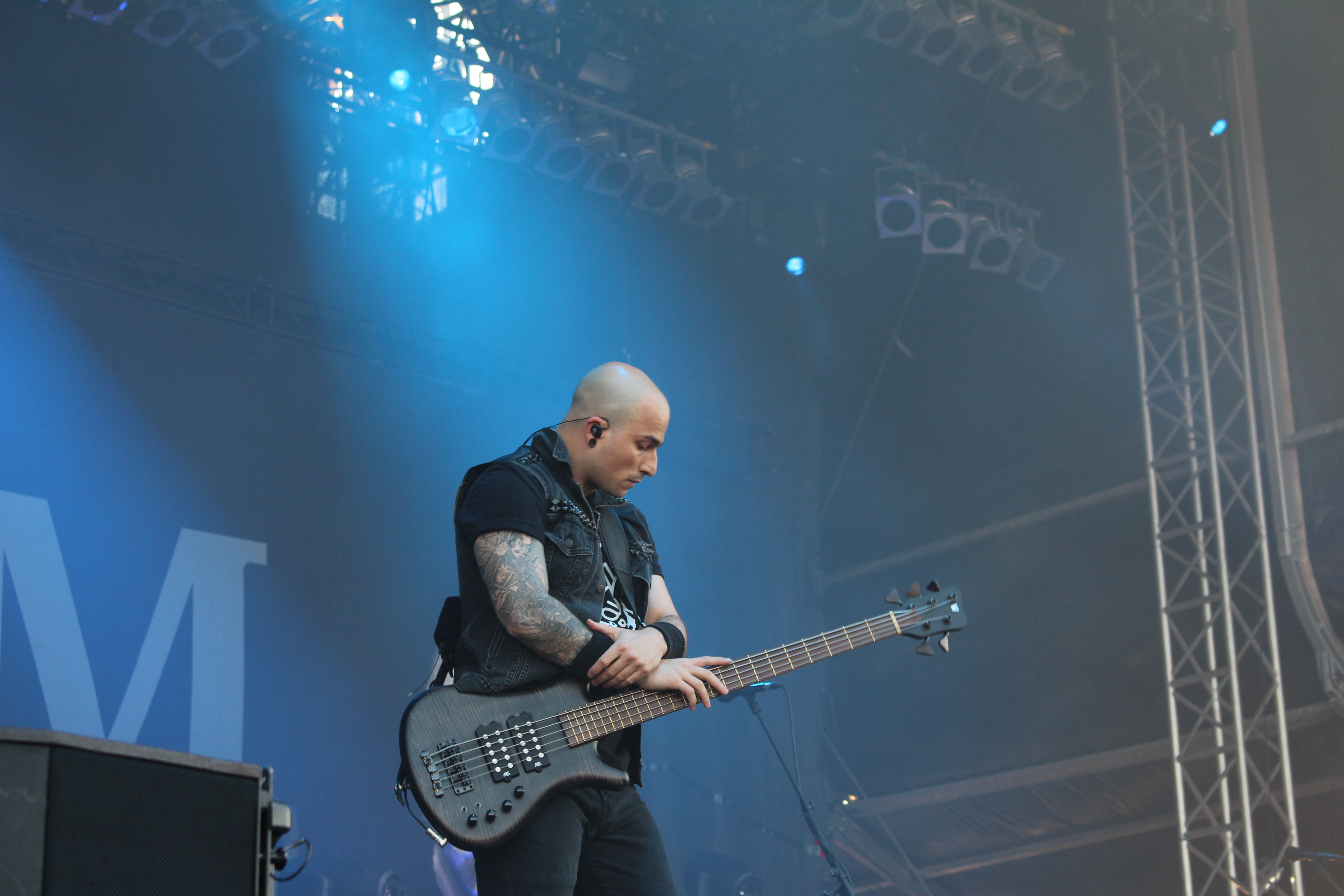
Paolo Gregoletto la Nova Rock Festival 2016

Paolo Gregoletto s-a alăturat trupei Trivium pe 5 septembrie 2004 atunci când Matt Heafy, Corey Beaulieu și Travis Smith au fost în studio prelucrând materiale noi pentru ceea ce va deveni Ascendency. Gregoletto se afla în studio cu Jason Suecof lângă locul unde Trivium lucrau pentru noul album, și a fost anunțat de către Suecof că au nevoie de un basist. Paolo s-a alăturat celor de la Trivium într-o sesiune de „jamming”, și a căzut de acord să înregistreze pentru Ascendency și să meargă cu ei într-un turneu în scopul promovării trupei. Gregoletto nu a avut inițial intenția de a rămâne cu Trivium, a vrut doar experiența de turneu. S-a alăturat tocmai la timp pentru turneul Trivium împreună cu Machine Head.
În afară de a cânta la bas, de asemenea, el este capabil să cânte și la chitară. El a ajutat la compunerea unor melodii pentru albumul „Crusade”.  El a compus melodiile „To the Rats” și „The Rising” pe cont propriu, fiind și cel care a compus piesa „Anthem (We Are The Fire)”, împreună cu Matt Heafy. De asemenea, el a compus partea de intro pentru piesa „Throes of Perdition”  în timp ce cânta la chitară.
În melodii precum „Becoming the Dragon”și „Incineration: The Broken World” există 2 solo-uri de bas în care Paolo folosește tehnica numita „tapping”.
Gregoletto este cunoscut a fi cel mai interactiv cu fanii trupei Trivium, de multe ori fiind el cel care răspunde la întrebările acestora și postează video-uri, poze și alte informații legate de trupă pe paginile lui oficiale de Facebook, Youtube și Twitter. Paolo a deschis recent un forum online, accesibil la www.paolo-gregoletto.com Arhivat în 18 august 2016, la Wayback Machine. unde a început din anul 2013 să posteze un articol lunar pentru revista britanică „Bass Guitar Magazine”.

## Tehnica și Echipamentul

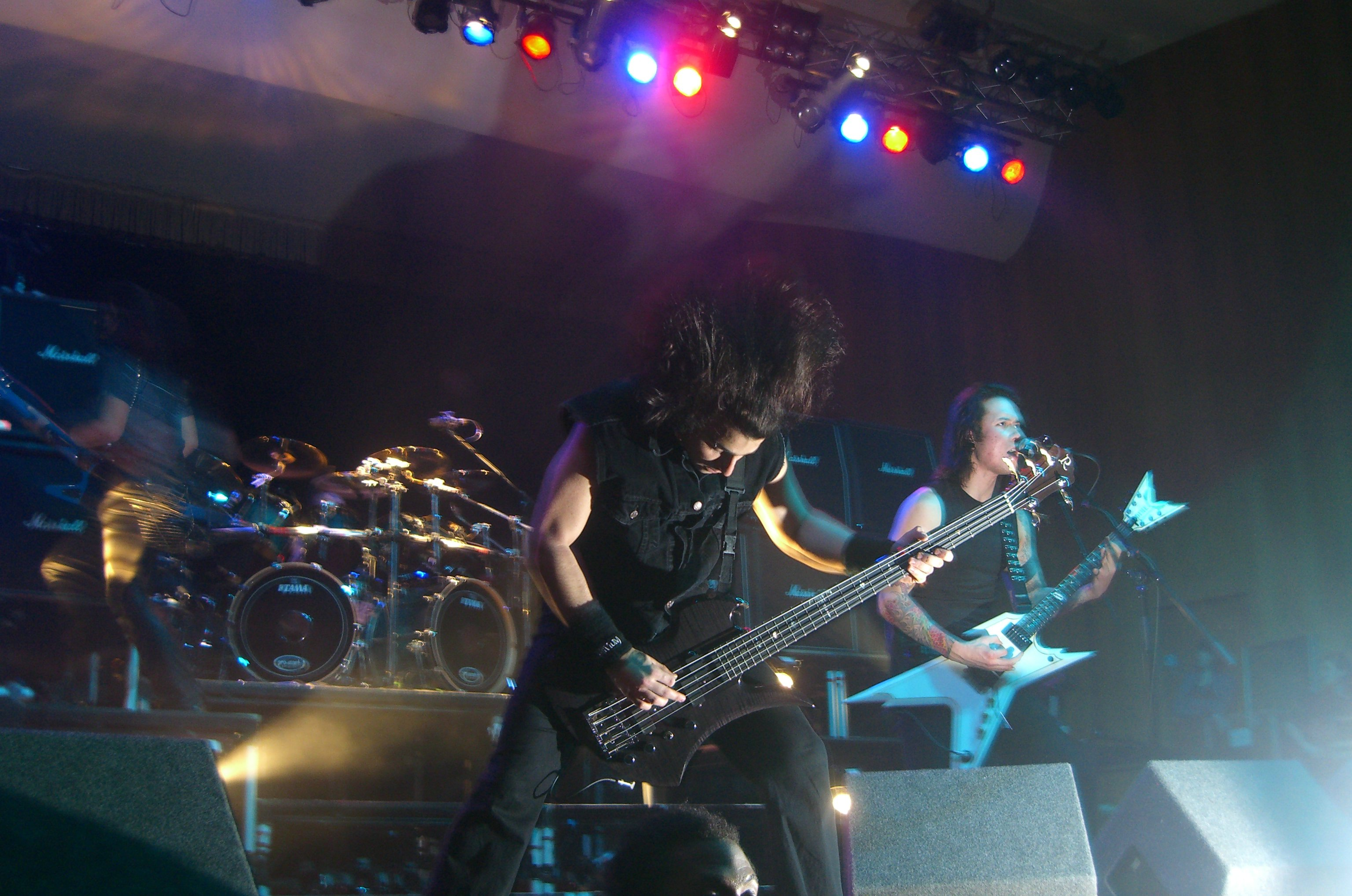
Paolo Gregoletto efectuarea în 2006.

Într-un interviu cu Bass guitar magazine(Iulie/August), Gregoletto a dezvăluit că el folosește o varietate de tehnici pentru a-și compune liniile de bas, tipic basiștilor contemporani. În principal el a cântat la bas cu pană în turneul pentru promovarea albumului „Ascendancy”, acum el cântă cu degetele (two fingered plucking) pentru a da un sunet mai elegant contra-melodiilor și acompaniamentelor pentatonice necesare pentru unele din materialele trupei Trivium. De asemenea, Paolo utilizează frecvent tehnica cu trei degete (three-fingered plucking), fiind inspirat de Billy Sheehan, în scopul de a obține un ritm galopat (o optime urmată de două șaisprezecimi), în stilul lui Steve Harris, basistul trupei  Iron Maiden. În același articol, el a spus că preferă să se încălzească prin efectuarea unor exercițiilor cromatice care se întind pe tot gâtul basului, folosind ambele stiluri, degete și pană.
Gregoletto a fost sponsorizat de către B. C. Rich. În primele zile când a intrat în trupă a folosit un bas roșu Eagle, făcut la comandă. El deține un bas personalizat, Warwick cu 5 corzi precum și un „Mockingbird” de asemenea, personalizat. Gregoletto a fost de asemenea văzut folosind în filmările pentru single-ul trupei Trivium din anul 2015 „Silence in the Snow” și „Until the World Goes Cold” un Warwick Corvette cu 5 corzi cu două doze Humbucker și „flame maple top”. El a fost văzut folosind același bas la spectacolele live de promovare a piesei „Silence in the Snow”. El a declarat pe contul său de Instagram că i-a înlocuit complet pe cei de la B. C. Rich cu cei de la Warwick, dar nu a precizat motivele, deși el a precizat că a iubit instrumentele celor de la B.C. Rich.

## Discografie

### Metal Militia
- Perpetual State of Aggression (2003)

### Trivium
Ascendancy (2005) 

## Link-uri externe
- Trivium, site-ul oficial
- Paolo's Twitter